# Ho Ši Minh (politik)
Ho Ši Minh (vietnamsko Hồ Chí Minh; ), rojstno ime Nguyễn Sinh Cung, vietnamski politik, revolucionar in predsednik, * 19. maj 1890, Kim Liên, Nghệ An, Francoska Indokina, † 2. september 1969, Hanoj, Severni Vietnam.
Državnik, znan tudi pod vzdevkom »Striček Ho« (vietnamsko Bác Hồ) ali samo ali samo »Stric« (vietnamsko Bác) in z drugimi vzdevki, je zrasel v boju vietnamskega ljudstva proti kolonializmu. Bil je vietnamski komunistični revolucionar, nacionalist in politik. Od leta 1945 do 1955 je bil predsednik vlade Demokratične republike Vietnam in predsednik od leta 1945 do svoje smrti leta 1969. Ideološko marksist-leninist je bil predsednik in prvi sekretar Delavske stranke Vietnama, predhodnice Vietnama. sedanje Komunistične partije Vietnama. Pokopan je v Ho Ši Minhovem mavzoleju v Hanoju.
Od leta 1911 je zapustil Francosko Indokino, da bi nadaljeval svoje revolucionarne dejavnosti. Bil je tudi eden od ustanovnih članov francoske komunistične partije. Leta 1930 je ustanovil Komunistično partijo Vietnama, leta 1941 pa se je vrnil v Vietnam in ustanovil gibanje za neodvisnost Việt Minha, krovno skupino. Potem je Hồ avgusta 1945 vodil avgustovsko revolucijo proti Japoncem, ki je povzročila neodvisnost Demokratične republike Vietnam. Ko so se Francozi naslednji mesec vrnili na oblast, se je Hồjeva vlada umaknila v regijo Việt Bắc in začela gverilsko vojno. Việt Minh je premagal francosko unijo leta 1954 v bitki pri Điện Biên Phủ, s čimer se je končala prva indokitajska vojna in povzročila delitev Vietnama, pri čemer je Việt Minh nadzoroval Severni Vietnam, protikomunisti pa nadzor nad Južnim Vietnamom. Bil je ključna oseba v vietnamski ljudski vojski med vietnamsko vojno, ki je trajala od leta 1955 do 1975. Hồ je uradno odstopil z oblasti leta 1965 zaradi zdravstvenih težav in umrl leta 1969. Severni Vietnam je končno zmagal nad Južnim Vietnamom in njegovimi zavezniki. Vietnam je bil uradno združen leta 1976. Sajgon, nekdanja prestolnica Južnega Vietnama, se je v njegovo čast preimenoval v Ho Ši Minh (vietnamsko Thành phố Hồ Chí Minh).

## Življenjepis
Rodil se je v vasi Làng Chùa ali Hoàng Trù v občini Kim Liên, okrožje Nam Đàn, provinca Nghệ An, v osrednjem delu države. Vietnam, ki je bil takrat francoski protektorat. Čeprav je leto 1890 splošno sprejeto kot njegovo rojstno leto, je v različnih obdobjih uporabljal štiri druge letnice rojstva: 1891, 1892, 1894 in 1895. Živel je v vasi Làng Sen v Kim Liênu svojega očeta Nguyễna Sinh Sắca do leta 1895, ko ga je oče poslal na študij v Huế. Imel je tri brate in sestre: sestro Bạch Liên (Nguyễn Thị Thanh), uradnico v francoski vojski; njegov brat Nguyễn Sinh Khiêm (Nguyễn Tất Đạt), geomant in tradicionalni zeliščar; in še en brat (Nguyễn Sinh Nhuận), ki je umrl v otroštvu. Kot majhen otrok se je Cung (Hồ) učil pri svojem očetu, preden se je učil pri bolj formalnem pouku pri učenjaku po imenu Vương Thúc Quý. Hitro je obvladal chữ Hán (kitajske pismenke v vietnamščini), ki je bil predpogoj za kakršen koli resen študij konfucijanstva, medtem ko je izpopolnjeval svoje pogovorno vietnamsko pisanje. Poleg študija je imel rad pustolovščine in je rad spuščal zmaje ter lovil ribe. Po konfucijanskem izročilu mu je oče pri 10 letih dal novo ime: Nguyễn Tất Thành.
Njegov oče je bil konfucijanski učenjak in učitelj ter kasneje cesarski sodnik v majhnem oddaljenem okrožju Binh Khe (Qui Nhơn). Degradirali so ga zaradi zlorabe položaja, potem ko je vplivna lokalna osebnost umrla nekaj dni po tem, ko je prejela 102 udarca s palico kot kazen za prekršek. Njegov oče je bil primeren za službo v cesarski birokraciji, vendar je to zavrnil, ker je to pomenilo služenje Francozom. To je Thànha (Hồ) izpostavilo uporu v mladosti in se je zdelo, da je to norma za provinco. Kljub temu je dobil francosko izobrazbo in obiskoval Collège Quốc học (licej ali srednješolsko izobraževanje) v Huếju v osrednjem Vietnamu.
Njegovo zgodnje življenje je negotovo, vendar obstajajo nekateri dokumenti, ki kažejo na dejavnosti v zvezi z zgodnjim revolucionarnim duhom med francosko okupacijo Vietnama, vendar ostajajo nasprotujoči si viri. Prej je veljalo, da je bil Thành (Hồ) maja 1908 vpleten v demonstracije revnih kmetov proti suženjstvu (proti corvée - oblika neplačanega prisilnega dela) v Huếju, kar je ogrozilo njegov status študenta na Collège Quốc học. Vendar pa dokument iz Centre des archives d'Outre-mer v Franciji kaže, da je bil sprejet na Collège Quốc học 8. avgusta 1908, kar je bilo nekaj mesecev po demonstracijah proti corvée (9.–13. aprila 1908).
Ho Ši Minh naj bi zasebno živel dokaj osamljeno življenje in ni bil poročen. Kot vzrok smrti navajajo odpoved srca.
Podrobnosti o Hồ Ší Minhovem življenju, preden je prišel na oblast v Vietnamu, so nejasne. Znano je, da je uporabljal med 50 in 200 psevdonimov. Podatki o njegovem rojstvu in zgodnjem življenju so dvoumni in predmet akademskih razprav. Vsaj štiri obstoječe uradne biografije se razlikujejo po imenih, datumih, krajih in drugih trdih dejstvih, medtem ko se neuradne biografije razlikujejo še bolj.
Poleg tega, da je bil politik, je bil Hồ pisatelj, pesnik in novinar. Napisal je več knjig, člankov in pesmi v kitajščini, vietnamščini in francoščini.

## Bivanje v tujini

### V Franciji
V Sajgonu se je pod vzdevkom Văn Ba prijavil za delo kuhinjskega pomočnika na francoskem trgovskem parniku Amiral de Latouche-Tréville. Ladja je odplula 5. junija 1911 in prispela v Marseille v Franciji 5. julija 1911. Ladja je nato odplula v Le Havre in Dunkirk ter se vrnila v Marseille sredi septembra. Tam se je prijavil na francosko kolonialno šolo, a ni uspel. Namesto tega se je odločil, da bo začel potovati po svetu z delom na ladjah in med letoma 1911 in 1917 obiskal številne države. Izkrcal se je v Oranu, Dakarju, Port Saidu in med drugimi še Aleksandriji, kar mu je omogočilo, da je spoznaval druge kolonije. 
Leta 1917 se je preseli v Pariz, njegovo novo ime pa je bilo Nguyễn Ai Quoc, kar bi prevedli kot Nguyễn - patriot, ime, ki je postalo legendarno. Po poklicu je bil fotograf, vzpostavljal pa je politične stike z revolucionarnimi sindikalisti, med njimi s Paulom Vailantom-Couturierem, ki mu je omogočil, da je pisal za L'Humanité, Jeanom Lingetem in drugimi revolucionarji, vključno z enim od bratov Vujović. Kasneje vzpostavi stik s številnimi prominentnimi levičarskimi politiki po Evropi in Aziji.

### V Združenih državah
Medtem ko je leta 1912 delal kot kuharski pomočnik na ladji, je Thành (Hồ) odpotoval v Združene države. Od leta 1912 do 1913 je morda živel v New Yorku (Harlem) in Bostonu, kjer je trdil, da je delal kot pek v hotelu Parker House. Edini dokaz, da je bil v Združenih državah, je eno samo pismo francoskim kolonialnim upraviteljem z datumom 15. december 1912 in poštnim žigom mesta New York (navedel je svoj naslov kot poste restante v Le Havru in svoj poklic mornarja) in razglednico Phan Chu Trinhu v Parizu, kjer je omenil delo v hotelu Omni Parker House. Poizvedbe pri vodstvu Parker House niso razkrile nobenih zapisov o tem, da bi tam kdaj delal. Domneva se, da je med bivanjem v ZDA vzpostavil stik s korejskimi nacionalisti, kar je izkušnja, ki je razvila njegov politični pogled. Sophie Quinn-Judge trdi, da je to »na področju ugibanj«. Med njegovim bivanjem je nanj vplival tudi panafrikanist in temnopolti nacionalist Marcus Garvey, in rekel je, da se je udeleževal srečanj Universal Negro Improvement Association.

### V Veliki Britaniji
V različnih obdobjih od 1913 do 1919 je Thành (Hồ) trdil, da je živel v West Ealingu in kasneje v Crouch Endu, Hornsey. Delal naj bi bodisi kot kuhar bodisi kot pomivalec posode (poročila so različna) v hotelu Drayton Court v West Ealingu. Trditve, da se je izučil za slaščičarja pod vodstvom Augusta Escoffierja v hotelu Carlton v Haymarketu v Westminstru, niso podprte z dokumentarnimi dokazi. Vendar pa je na steni novozelandske hiše, doma novozelandskega visokega komisarja, ki zdaj stoji na mestu hotela Carlton, modra plošča. Leta 1913 je bil Thành zaposlen tudi kot slaščičar na trajektni progi Newhaven–Dieppe.
V Londonu je imel stike s fabijci, mnogo je bral, zanimala ga je irska revolucija, pristopil pa je tudi k tajni azijski organizaciji Lao dong hoi ngai.

## Politična dejavnost
Že kot študent v Parizu se je pridružil najprej socialistični in kasneje komunistični stranki. Leta 1919 je skupaj s Phan Chu Trinhom v Versailles poslal osem točk, v katerih predlaga osamosvojitev Francoske Indokine. Leta 1920 je pod svojim legendarnim imenom opozoril ves svet na položaj Vietnama pod francosko nadvlado. Ko so ga izgnali iz Francije, je odšel v Sovjetsko zvezo, kjer je leta 1924 osnoval Zvezo revolucionarne vietnamske mladine, s čimer se je povzpel na politični vrh in postal tako organizator kot voditelj. 
Leta 1930 je bil med ustanovitelji Komunistične partije Indokine ter utemeljil njen progam: odpraviti kolonialno oblast, doseči samostojnost Francoske Indokine, dati oblast delavcem, kmetom in vojakom, razviti samoupravljanje, zagotoviti osemurni delavnik, odpraviti prisilno delo, omogočiti šolanje, izenačiti pravice moških in žensk ter dati ljudem vse demokratične svoboščine. 
Na Kitajskem je predaval politične vede, v Sovjetski zvezi pa je nato do leta 1938 dokončno zgradil svojo revolucionarno strategijo. Med drugo svetovno vojno (1940-45) se je bojeval proti japonskim okupatorjem in pozival k splošnemu uporu. Leta 1941 je ustanovil Viet-minh (Demorkatično osvobodilno fronto Vietnama). Po zmagi nad japonskim okupatorjem je bil izvoljen za predsednika vlade (1945–55), nato tudi za predsednika Severnega Vietnama oz. Demokratične republike Vietnam (od 1946 do svoje smrti 1969). Po osvoboditvi izpod Japoncev je do 1954 vodil boj proti kolonialnim gospodarjem - Francozom, kasneje pa proti ZDA, ki je vojaško pomagala Južnemu Vietnamu do poraza obeh, do katerega je prišlo šele 1975, že po njegovi smrti.    
Obenem je bil predsednik Komunistične partije Vietnama (od 1951), vmes tudi njen generalni sekretar (1956–60). 
Tudi ko je bil na oblasti, je nastopal zoper kršenja zakonitosti, zlorabi oblasti, razvadam, ugodju, nedisciplini, sektaštvu, korupciji, nadutosti. 

### Načela in vrednote
Ho Ši Minh je svoja načela samo deloma črpal iz marksizma oziroma azijske komunistične misli. Precej načel je zastavil človeško, na osebni ravni, kar kažejo tudi napotki njegovim borcem. Te je učil šest stvari, ki jih ne smejo delati: ne povzročiti škode na poljih, ne kupovati ali si sposojati, česar ljudje nočejo dati, ne nositi žive perutnine v gore, ne prelomiti dane besede, ne žaliti verovanj in običajev ljudi ter jih z ničimer zaničevati. Šest stvari pa je priporočal: pomagati ljudem pri delu, pomagati oskrbovati oddaljene vasi, s pripovedovanjem dogodivščin krepiti odnos ljudi do odporniškega gibanja, učiti ljudi pisanja in higiene, preučevati ljudske običaje in ljudem pomagati, skrbeti za ugled gibanja z resnostjo, delavnostjo in disciplino.

## Osebno življenje
Poleg tega, da je bil politik, je bil Hồ Ší Minh tudi pisatelj, novinar, pesnik in poliglot. Njegov oče je bil učenjak in učitelj, ki je prejel visoko diplomo na cesarskem izpitu dinastije Nguyễn. Hồ so že v mladosti naučili obvladati klasično kitajščino. Pred avgustovsko revolucijo je pogosto pisal poezijo v Chữ Hánu (vietnamsko ime za kitajsko pisavo). Ena izmed njih so Pesmi iz zaporniškega dnevnika, ki jih je napisal, ko ga je zaprla policija Republike Kitajske. Ta pesniška kronika je vietnamski nacionalni zaklad št. 10 in je bila prevedena v številne jezike. Uporablja se v vietnamskih srednjih šolah. Ko se je Vietnam osamosvojil od Francije, je nova vlada izključno spodbujala Chữ Quốc Ngữ (vietnamski pisni sistem z latinskimi črkami), da bi odpravila nepismenost. Hồ je začel ustvarjati več pesmi v sodobnem vietnamskem jeziku za širjenje širšemu krogu bralcev. Od takrat, ko je postal predsednik, do pojava resnih zdravstvenih težav je bila njegova kratka pesem redno objavljena v izdaji Tết (lunarno novo leto) časopisa Nhân Dân, da bi svoje ljudi spodbudila k delu, študiju ali boju proti Američanom v novem letu.
Ker je bil v izgnanstvu skoraj 30 let, je Hồ lahko tekoče govoril ter poklicno bral in pisal v več različnih jezikih, vključno s francoščino, ruščino, angleščino, kantonščino in mandarinščino, pa tudi v vietnamščini, ki mu je bila materni jezik. Poleg tega naj bi govoril pogovorni esperanto. V 1920-ih je bil vodja biroja/urednik številnih časopisov, ki jih je ustanovil, da bi kritiziral francosko kolonialno vlado Indokine in služil komunističnim propagandnim namenom. Primeri so Le Paria, ki je bila prvič objavljena v Parizu 1922 ali Thanh Nien (Mladina), ki je bila prvič objavljena 21. junija 1925 (21. junij je vlada Socialistične republike Vietnam imenovala za dan vietnamskega revolucionarnega novinarstva). Na številnih državnih uradnih obiskih v Sovjetski zvezi in na Kitajskem se je pogosto neposredno pogovarjal z njihovimi komunističnimi voditelji brez tolmačev, zlasti o strogo zaupnih informacijah. Medtem ko so ga intervjuvali zahodni novinarji, je uporabljal francoščino. Njegova vietnamščina je imela močan naglas iz njegovega rojstnega kraja v osrednji provinci Nghệ An, vendar jo je bilo mogoče razumeti po vsej državi.
Kot predsednik je prirejal svečane sprejeme za tuje voditelje držav in veleposlanike v predsedniški palači, vendar tam ni živel. Naročil je zgraditi hišo na kolih na zadnji strani palače, ki je danes znana kot zgodovinsko mesto predsedniške palače. Njegovi hobiji (po besedah njegovega tajnika Vũ Kỳ) so vključevali branje, vrtnarjenje, hranjenje rib in obiskovanje šol in domov za otroke.
Hồ Ší Minh je ostal v Hanoju v svojih zadnjih letih in zahteval brezpogojen umik vseh nevietnamskih čet iz Južnega Vietnama. Do leta 1969, ko so se pogajanja še vedno vlekla, se je njegovo zdravje začelo slabšati zaradi številnih zdravstvenih težav, vključno s sladkorno boleznijo, ki mu je preprečila nadaljnje aktivno politično sodelovanje. Vendar je vztrajal, da se njegove sile na jugu še naprej borijo, dokler se ves Vietnam ne združi, ne glede na čas, ki bi lahko trajal, saj je verjel, da je čas na njegovi strani.
Hồ Ší Minhova poroka je bila dolgo zavita v skrivnost. Več poznavalcev vietnamske zgodovine verjame, da se je oktobra 1926 poročil z Zeng Xueming, čeprav je z njo lahko živel le manj kot eno leto. Zgodovinar Peter Neville je trdil, da je Hồ (takrat znan kot Ly Thuy) želel vključiti Zeng v komunistično gibanje, vendar je pokazala pomanjkanje sposobnosti in zanimanja za to. Leta 1927 je naraščajoča represija Čjang Kajšekovega KMT proti kitajskim komunistom prisilila Hồja, da je odšel v Hongkong in videti je bilo, da se je takrat njegov odnos z Zengovo končal. Poleg poroke z Zeng Xuemingovo obstajajo številne objavljene študije, ki kažejo, da je imel Hồ romantično razmerje z Nguyễn Thị Minh Khai. Kot mlada in živahna revolucionarka je bila Minh Khai aprila 1930 delegirana v Hongkong, da bi služila kot pomočnica Ho Ši Minhu in hitro pritegnila Hồjevo pozornost zaradi svoje fizične privlačnosti. Hồ se je celo obrnil na daljnovzhodni urad in zaprosil za dovoljenje, da se poroči z Minh Khai, čeprav je prejšnji zakon z Zengovo ostal pravno veljaven. Vendar poroke ni bilo mogoče skleniti, ker so Minh Khai aprila 1931 pridržale britanske oblasti.

## Smrt
Ker je izid vietnamske vojne še vedno vprašljiv, je Hồ Ší Minh umrl zaradi srčnega popuščanja na svojem domu v Hanoju ob 9:47 zjutraj 2. septembra 1969; star je bil 79 let. Njegovo balzamirano truplo je trenutno razstavljeno v mavzoleju predsednika Ho Ši Minha na trgu Ba Đình v Hanoju, kljub njegovi oporoki, v kateri je navedeno, da želi biti kremiran.
Zaradi občutljivosti, da je 2. september dan neodvisnosti, je severnovietnamska vlada prvotno odložila objavo smrti Hồja do 3. septembra. V Severnem Vietnamu so od 4. do 11. septembra 1969 po vsej državi razglasili teden žalovanja. Njegovega pogreba se je udeležilo približno 250.000 ljudi in 5000 uradnih gostov, med katerimi so bili tudi številni mednarodni žalujoči.
Predstavili so se tudi predstavniki iz 40 držav in regij. V času žalovanja je Severni Vietnam prejel več kot 22.000 sožalnih pisem iz 20 organizacij in 110 držav po svetu, kot so Francija, Etiopija, Jugoslavija, Kuba, Zambija, Kitajska, ZSSR in številne druge, predvsem socialistične države.
Sprva ni bil zamenjan s predsednikom; namesto tega je vodenje prevzelo »kolektivno vodstvo«, sestavljeno iz več ministrov in vojaških vodij, znano kot politbiro. Med zadnjo kampanjo Severnega Vietnama leta 1975 so vojaki PAVN pogosto prepevali znamenito pesem, ki jo je napisal skladatelj Huy Thuc: »Bác vẫn cùng chúng chúng hành quân« (»Še vedno korakaš z nami, stric Hồ«).
Med padcem Sajgona 30. aprila 1975 je več tankov PAVN izobesilo plakat z istimi besedami na njem. Dan po koncu bitke, 1. maja, je veteran avstralski novinar Denis Warner poročal, da »Ko so Severni Vietnamci včeraj vkorakali v Sajgon, jih je vodil človek, ki ni bil tam.«